# Anzin
 Anzin  es una comuna y población de Francia, en la región de Norte-Paso de Calais, departamento de Norte, en el distrito de Valenciennes. Es el chef-lieu y mayor población del cantón de su nombre.
Está integrada en la Communauté d'agglomération de Valenciennes Métropole.

## Historia
Villa perteneciente a los Países Bajos de los Habsburgo, fue ocupada en 1676 por el ejército francés, anexión confirmada mediante los Tratados de Nimega de 1678.

## Demografía
| abs. | 3 096 | 3 338 | 3 863 | 4 191 | 4 182 | 4 422 | 5 006 | 5 855 | 6 305 | 7 283 | 7 990 | 9 009 | 10 043 | 10 656 | 11 538 | 12 768 | 14 444 | 14 387 | 14 439 | 13 790 | 15 300 | 16 090 | 14 804 | 14 235 | 15 658 | 16 275 | 15 634 | 14 866 | 14 602 | 14 064 | 14 052 | 14 180 |
| Para los censos de 1962 a 1999 la población legal corresponde a la población sin duplicidades (Fuente: INSEE [Consultar]) |       |       |       |       |       |       |       |       |       |       |       |       |        |        |        |        |        |        |        |        |        |        |        |        |        |        |        |        |        |        |        |        |

Forma parte de la aglomeración urbana de Valenciennes.